# David Reich (biólogo)
David Emil Reich (Washington, D.C., 14 de julho de 1974) é um geneticista norte-americano. 
É conhecido por suas pesquisas sobre a genética populacional de humanos antigos, incluindo suas migrações e a mistura de populações, descobertas pela análise de padrões de mutações em todo o genoma. Ele é professor do departamento de genética da Harvard Medical School e associado do Broad Institute. Reich foi destacado como um dos 10 maiores pesquisadores pela revista Nature por suas contribuições para a ciência em 2015. Ele recebeu o Prêmio Dan David em 2017, o Prêmio NAS em Biologia Molecular, o Prêmio Wiley e a Medalha Darwin-Wallace em 2019.

## Carreira acadêmica
Reich recebeu um bacharelado em física pela Harvard University e um doutorado em zoologia pelo St. Catherine's College da Universidade de Oxford. Ele ingressou na Harvard Medical School em 2003. Reich é atualmente um geneticista e professor no departamento de genética da Harvard Medical School, e um associado do Broad Institute, cujos estudos de pesquisa comparam o genoma humano moderno com o dos chimpanzés, neandertais e denisovanos .
A pesquisa genética de Reich se concentra principalmente em encontrar padrões genéticos complexos que causam suscetibilidade a doenças comuns entre grandes populações, em vez de procurar marcadores genéticos específicos associados a doenças relativamente raras.

## Livros
- Quem somos e como chegamos aqui, Oxford University Press, 2018